# Cursed to Tour
Cursed to Tour è uno split album delle death metal band At the Gates e Napalm Death. Il disco, uscito nel 1996, conta 8 tracce (quattro dei Napalm Death e quattro degli At the Gates). Tale CD è stato distribuito solo insieme ad alcune copie di Diatribes (dei Napalm Death) e di Slaughter of the Soul (degli At the Gates).

## Tracce

### Napalm Death
1. Cursed to Crawl – 3:25
2. Take the Strain – 4:10
3. Food Chains – 3:15
4. Politics of Common Sense – 2:59

### At the Gates
1. Slaughter of the Soul – 3:03
2. World of Lies – 3:35
3. Legion – 3:54 – Cover degli Slaughter Lord
4. The Dying – 3:18

## Formazione

### Napalm Death
- Mark "Barney" Greenway - voce
- Shane Embury - basso
- Mitch Harris - chitarra
- Jesse Pintado - chitarra
- Danny Herrera - batteria

### At the Gates
- Tomas Lindberg - voce
- Anders Björler - chitarra
- Martin Larsson - chitarra
- Jonas Björler - basso
- Adrian Erlandsson - batteria